# Жолт Корчмар
Жолт Корчмар (угор. Korcsmár Zsolt, нар. 9 січня 1989, Комло) — угорський футболіст, захисник клубу «Вашаш» і національної збірної Угорщини.

## Клубна кар'єра
У дорослому футболі дебютував 2006 року виступами за команду клубу «Уйпешт», в якій провів чотири сезони, взявши участь у 96 матчах чемпіонату. 
Своєю грою за цю команду привернув увагу представників тренерського штабу норвезького клубу «Бранн», до складу якого приєднався у січні 2011 року. Відіграв за команду з Бергена наступні три сезони своєї ігрової кар'єри. Більшість часу, проведеного у складі «Бранна», був основним гравцем захисту команди.
З 2013 року захищав кольори команди німецького клубу «Гройтер» з Другої Бундесліги, в якій, утім, виходив на поле досить нерегулярно.
1 лютого 2016 року повернувся на батьківщину, ставши гравцем «Вашаша».

## Виступи за збірні
2007 року дебютував у складі юнацької збірної Угорщини, взяв участь у 8 іграх на юнацькому рівні.
Протягом 2009–2010 років залучався до складу молодіжної збірної Угорщини. На молодіжному рівні зіграв у 16 офіційних матчах, забив 3 голи.
2011 року дебютував в офіційних матчах у складі національної збірної Угорщини. Наразі провів у формі головної команди країни 24 матчі.

## Титули і досягнення
- Володар Кубка Данії (1):

Мідтьюлланн: 2018-19